# Hvala, ne!
Hvala, ne! – samopublikowany singel słoweńskiej piosenkarki Lei Sirk, który został wydany 2 marca 2018 roku. Utwór napisali Lea Sirk i Tomy DeClerque. Singel został odnotowany na 15. miejscu słoweńskiej listy przebojów.
W 2018 utwór reprezentował Słowenię w 63. Konkursie Piosenki Eurowizji.

## Teledysk
Teledysk do utworu został wyreżyserowany przez Perica Rai i miał swoją premierę 25 kwietnia 2018 w serwisie YouTube. Operatorem filmowym teledysku był Samo Premrn. Teledysk został wyprodukowany przez Mediaspot Videos i został nakręcony w klubie Cirkus.

## Lista utworów
Digital download
1. „Hvala, ne!” – 3:00

## Pozycje na listach
| Państwo  | Lista (2018) | Najwyższa pozycja |
| -------- | ------------ | ----------------- |
| Słowenia | SloTop50     | 9                 |